# Lepidopilidium regnellii
Lepidopilidium regnellii är en bladmossart som beskrevs av William Russell Buck och Robert Root Ireland 1989. Lepidopilidium regnellii ingår i släktet Lepidopilidium och familjen Hookeriaceae. Inga underarter finns listade i Catalogue of Life.